# Рогожников, Василий Иванович
Василий Иванович Рогожников (4 апреля 1843, посёлок Изобильный ст. Буранной 1-го ВО ОКВ — ?) — на службе с 1860 года Войсковой старшина (с 18.01.1874), подполковник (с 03.09.1876 г.). Полковник (с 06.05.1881 г.).
Командир Оренбургского 3-го казачий полка (1877—1884), в 6 ОКП (1877—1887 гг.), командир Оренбургского 6-го казачьего полка (03.01.1877—09.1885).
Участник среднеазиатских походов 1873, 1875—1876 годов.

## Награды
- Орден Святого Станислава 3-й степени с мечами и бантом (1873).
- Орден Святого Станислава 2-й степени с мечами
- Орден Святой Анны 4-й степени с надписью «За храбрость»
- Орден Святой Анны 3-й степени с мечами и бантом
- золотое оружие «За храбрость»
- Орден Святого Георгия 4-й степени (19.02.1876),
- Серебряная медаль «За Хивинский поход 1873»
- Светло-бронзовая медаль «За покорение ханства Кокандского 1875—1876 гг.»